# Marathon Man
Marathon Man (Maratón de la muerte en Hispanoamérica) es una película de suspense y terror de 1976 dirigida por John Schlesinger. Protagonizada por Dustin Hoffman, Laurence Olivier, Roy Scheider, Marthe Keller, William Devane, Fritz Weaver. El argumento está basado en la novela homónima de William Goldman. 
En 1977 la película resultó acreedora de un Globo de Oro al mejor actor secundario, debido a la actuación de Laurence Olivier. Fue también ganadora de dos premios David di Donatello en las categorías de Mejor actor extranjero (Dustin Hoffman) y Mejor película extranjera (Robert Evans). Asimismo obtuvo una candidatura a los Premios Óscar en la categoría de Mejor actor de reparto por la actuación de Laurence Olivier y ocho nominaciones más.

## Argumento
Thomas "Babe" Levy (Dustin Hoffman) es un estudiante de Ph.D. (doctorado) en Historia, y un ávido corredor de maratones, que investiga en el mismo campo que su padre, quien veinte años atrás se suicidó después de haber sido perseguido durante la época de Joseph McCarthy. El hermano de Babe, Henry (Roy Scheider), conocido como "Doc", se hace pasar por un ejecutivo de la industria petrolera, pero es en realidad un agente del gobierno que trabaja para una agencia secreta conocida como "La División", dirigida por Peter Janeway (William Devane), amigo muy cercano de Doc.
Cuando el hermano de un criminal de guerra nazi muere en un accidente de tránsito, Doc sospecha que el criminal, el Dr. Christian Szell (Laurence Olivier), vendrá a Nueva York para recuperar una colección de diamantes de incalculable valor. Después de escapar de un atentado contra su propia vida en París, Doc llega a Nueva York con el pretexto de realizar una visita a Babe. Mientras tanto, Babe y su reciente novia, Elsa Opel (Marthe Keller), quien dice ser de Suiza, son asaltados por dos hombres vestidos con traje. Cuando Doc lleva a Babe y a Elsa a un restaurante francés, con engaños consigue que Elsa revele que le ha estado mintiendo a Babe sobre su pasado. Aunque Doc sospecha que ella puede estar relacionada con Szell, le dice a Babe que ella seguramente está buscando un marido americano para poder convertirse en una ciudadana de los EE. UU. Después de que Szell llegue a América, Doc se enfrenta a él acusándolo de involucrar a su hermano. Szell, después de interrogar a Doc sobre su propia seguridad, finalmente lo apuñala con una cuchilla escondida en la manga. Doc logra volver al apartamento de Babe en donde muere; siempre había afirmado que desearía morir cerca de alguien que lo ame.
La policía interroga a Babe hasta que los agentes del gobierno, liderados por Janeway, llegan a su apartamento. Janeway le pregunta qué le dijo Doc antes de morir, y también le dice Babe que su hermano era un agente del gobierno de EE. UU. Babe insiste en que su hermano no le dijo nada, pero Janeway está convencido de que Doc no hubiera resistido tanto para llegar finalmente al apartamento de Babe sin darle información vital.
Babe es después secuestrado en su apartamento por los dos hombres que lo asaltaron en el parque, y es torturado por Szell, quien utiliza el taladro de un dentista en él. Durante su tortura, a Babe se le pide repetidamente que responda si "¿Están a salvo?", pero él sigue negando conocer cualquier cosa al respecto. Babe es entonces rescatado por Janeway, quien le explica que Szell se encuentra en los Estados Unidos para vender un gran contrabando de diamantes que había tomado de los judíos asesinados en Auschwitz. Janeway presiona a Babe sobre las últimas palabras de Doc, pero él sigue insistiendo en que no sabe nada. Frustrado, Janeway se revela como un agente doble y devuelve a Babe a manos de Szell. Incapaz aún de extraer algo de Babe, Szell ataca ahora uno de sus dientes sanos, para finalmente reconocer que no sabe nada, y ordenar que lo desaparezcan. Babe, en un descuido de sus ejecutores,  se escapa gracias a sus habilidades como corredor de maratón.
Babe telefonea a Elsa, quien acepta reunirse con él en un coche; antes de la reunión, Babe logra apoderarse del arma con la que su padre se suicidó, y que él heredó. Al llegar a una casa de campo, Babe intuye que Elsa le ha llevado allá, por lo que le obliga a confesar que la casa era propiedad del hermano fallecido de Szell. Los hombres de Janeway y de Szell llegan, pero Babe toma a Elsa como rehén. Cuando uno de los hombres de Szell trata de alcanzar su arma, Babe le dispara y, conjuntamente con Janeway, acaban con los hombres de Szell. Janeway le dice que los hombres de Szell no son confiables, y que le va a entregar a Szell a cambio de Doc, para lo cual le da la dirección del banco donde Szell buscará los diamantes. Elsa implora a Babe que salga y se aleje, pero al hacerlo, Janeway le dispara a Elsa. Janeway entonces recibe un disparo de Babe.
En un intento por determinar el valor de sus diamantes, Szell visita a un tasador en el Distrito del Diamante, en el centro de Manhattan. Un asistente de la tienda, que además es un sobreviviente del Holocausto, cree reconocer a Szell, aunque no lo identifica como el criminal de guerra. Después de que Szell salga apresuradamente de la tienda, una anciana judía también lo reconoce. Tratando de cruzar la calle para estar más cerca de Szell, la mujer es golpeada por un taxi, causando que se forme una multitud para ayudarla. En medio de la confusión, el dependiente de la tienda aparece otra vez, enfrentando directamente a Szell, quien entonces le corta la garganta utilizando el mismo cuchillo escondido en la manga del traje.
Szell recupera sus diamantes en el banco, pero en el momento de salir y tratar de dejar los Estados Unidos, Babe le dice por detrás “No es seguro”, como respuesta a la insistente pregunta que Szell le realizó durante su tortura; y le obliga a punta de pistola a ingresar en una planta de tratamiento de agua en Central Park. Babe le dice a Szell que puede quedarse con tantos diamantes como pueda tragarlos. Szell inicialmente se niega y Babe lanza puñados de diamantes sobre Szell, los mismos que caen a través de la plataforma de rejilla sobre la cual están parados y luego dentro del agua que está por debajo. Szell accede y se traga un diamante, pero luego se niega a cooperar más. Cuando Szell menciona al padre y al hermano de Babe, lo acusa a él mismo de ser débil y predecible y finalmente le escupe; Babe lo golpea de nuevo con el maletín lleno de diamantes, pero en el proceso pierde el control sobre su arma. Szell entonces deja al descubierto su daga y se lanza hacia él, pero Babe logra evitarlo y lanzar el maletín abierto con el resto de los diamantes por el hueco de la escalera hacia el agua; Szell se lanza detrás de ellos, pero tropieza y rueda por las escaleras, cayendo fatalmente sobre su propia cuchilla. Babe se dirige finalmente hacia Central Park, deteniéndose a lanzar su arma en el agua.

## Reparto
| Actor              | Personaje                        |
| ------------------ | -------------------------------- |
| Dustin Hoffman     | Thomas Babbington 'Babe' Levy    |
| Laurence Olivier   | Dr. Christian Szell              |
| Roy Scheider       | Agente Henry 'Doc' Levy          |
| William Devane     | Comandante Peter 'Janey' Janeway |
| Marthe Keller      | Elsa Opel                        |
| Fritz Weaver       | Profesor Biesenthal              |
| Richard Bright     | Karl                             |
| Marc Lawrence      | Erhardt                          |
| Allen Joseph       | H.V. Levy                        |
| Tito Goya          | Melendez                         |
| Ben Dova           | Klaus Szell                      |
| Lou Gilbert        | Rosenbaum                        |
| Jacques Marin      | LeClerc                          |
| James Wing Woo     | Chen                             |
| Nicole Deslauriers | Nicole                           |
| Lotte Palfi-Andor  | Anciana en la calle 47           |
| Madge Kennedy      | Miriam                           |
| Alma Betrán        | Laundress                        |
| Anthony Pena       | Guardia en Uruguay               |
| Evan Cleary        | Enfermera                        |